# Lancia rhaetia
Lancia rhaetia là một loài bướm đêm trong họ Crambidae.